# Снайперска винтовка
Снайперска винтовка е специализирана винтовка, предназначена за стрелба с висока точност и (обикновено) на голямо разстояние. Обикновено поначало е снабдена с оптически мерник. Снайперските винтовки се произвеждат преди всичко за нуждите на армейските и полицейските снайперисти.
„Снайперска винтовка“ понякога бива наричана, особено в медии и художествени произведения, всяка винтовка с оптически мерник и/или използвана от снайперист.

## История
Още с появата на ръчното огнестрелното оръжие са били оценени предимствата му при водене на бой и елиминиране на противника от голямо разстояние. Снайпер от глагола „to snipe“ се появява между британските войници в Индия през 1770 и е свързан с това да уцелиш бекасина (англ. snipe), птица със силно маневриращ полет което се удава само на най-точните стрелци и става нарицателно (sniper). Първите стрелци наричани снайперисти се появява като израз през 1820. Точни стрелци (снайперисти) като Симо Хаюха (100 дни,705 души, от тях 542 потвърдени в Съветско-финландска война (1939 – 1940)) не използват отпически прицели.
Най-точната пушка от ерата на преднопълнещите оръжия с черен барут е пушката Уитуърт конструирана от Джоузеф Уитуърт (Sir Joseph Whitworth) ползваща хексагонална цев и предварително формовани куршуми, даваща точни попадения от порядъка на до ~ 1000 метра абсолютно немислимо за подобни оръжия а използвана по време на Гражданската война в САЩ комплектована с първите оптически прицели достига много високо пазарна цена (1600 $ тогава =~25 000 $ сега). Генерал Джон Седжуик от Федералната армия загива при изстрел от ~900 m. с такава пушка в сражението при Спотсилвейн корт хаус (8 — 21 май 1864 г.) докато говори на залегналите войници че от такова разстояние не може да улучат даже и слон.
Съществен принос в създаването на снайперските пушки е създаването на оптически прибори за приближение. Особено голямо значение придобива делото на снайпериста през Втората световна война. Тогава се забелязва практическата ефективност на добрия снайперист, след като са регистрирани случаи на десетки унищожени противници от един снайперист, както и елиминирането на важни политически и военни лидери, което разстройва, демобилизира противниковата войска и силно снижава нейната ефективност. Първоначално снайперистите употребяват леко модифицирани стандартни оръжия с добавен оптически мерник, като особено внимание се отделя на тактическата подготовка на снайпериста. Впоследствие, плътно като се стигне до наши дни, решаващото значение на качеството на оръжието и стрелковата подготовка на снайпериста постепенно изместват водещото значение на тактическата.

## Общи сведения за снайперските винтовки
В миналото широка популярност като оръжие на снайпериста имат конвенционалните винтовки от типа на Драгунов и Н&K с калибър от порядъка на 5,45 mm до 7,62 mm (според българските стандарти за калибър), като често са били и полуавтоматични. Най-новите тенденции са:
1. Цевта да е подходящо оразмерена за повишени усилия и значително по-дълга, от порядъка на метър и повече, което осигурява по-висока скорост и по-голяма точност на куршума. Често тя бива разглобяема и се носи отделно от останалата част на оръжието, за по-голямо удобство.
2. Премахване на механизмите за автоматично презареждане, така тази част от енергията на барута, която отива за презареждане бива използвана за увеличаване скоростта на куршума, и намаляването на подвижните елементи осигурява увеличаване на стабилността и точността на оръжието.
3. Голям калибър, от порядъка на до и над 12 mm, което сближава боеприпасите за снайперските винтовки с тези на зенитните оръдия и тежките картечници. Това осигурава допълнителна енергия и далекобойност на оръжието, а също така позволява поразяването на леко бронирани цели.
4. Отлична оптика, визьорите са приготвени и разграфени според нуждите за провеждане на изстрел на голямо разстояние, това включва вградени таблици за определяне на разстояние, размери, влажност на въздуха, понякога дори и атмосферно налягане и други влияещи на изстрела фактори. При нужда се използват прибори за нощно виждане, различни инфрачервени и ултравиолетови средства за наблюдение, звукови датчици, лазерни мерници и др.

Всичко това дава възможност на добре подготвеният снайперист при наличието на подходящо оръжие да действа с изключително висока ефективност, известни са случаи на успешни изстерели в човешка фигура, дадени на над километър разстояние.
Тенденциите в производството на оръжия за снайперистка употреба са, да се експериментират различни електромагнитни пушки, самонасочващи се куршуми и др.
Интересна новост е интегрирането на микропроцесорна система в произвежданата в САЩ от TrackingPoint прецизираща оптическа микропроцесорна система която след като стрелеца натисне спусъка произвежда изстрел чак когато целта съвпадне напълно с прицела т.е. стреля сама след подадена команда. Част от рекламата гласи че с тази система даже неподготвен стрелец може да стреля по точно от най-добрите стрелци живели някога.

## Устройство
Снайперската винтовка се състои от специфично модифицирани за целта и на употреба части: цев, приклад, мерни прибори, стойка или устройство осигуряващо неподвижност на оръжието, неподвижен упор, при необходимост устройство за изтегляне на празната гилза и поставяне на нов патрон. Цевта се обработва допълнително с цел повишаване точността и скоростта на използвания боеприпас.